# Џини и Џорџа
Џини и Џорџа (енгл. Ginny & Georgia) америчка је телевизијска серија коју је створила Сара Ламперт за Netflix. Приказана је 24. фебруара 2021. У априлу 2021. обновљена је за другу сезону, која је приказана 5. јануара 2023. У мају 2023. обновљена је за трећу сезону, која је приказана 5. јуна 2025.

## Радња
Слободоумна мајка Џорџа с двоје деце, Џини и Остином, сели се на север у потрази за новим почетком, али сви заједно открију да их на путу очекује пуно неизвесности.

## Улоге

### Главне
- Бријан Хауи као Џорџа Милер
  - Ники Румел као млада Џорџа Милер
- Антонија Џентри као Џини Милер
- Дизел ла Торака као Остин Милер
- Џенифер Робертсон као Елен Бејкер
- Феликс Малард као Маркус Бејкер
- Сара Вејсглас као Максин „Макс” Бејкер
- Скот Портер као градоначелник Пол Рандолф
- Рејмонд Аблак као Џо
- Кејти Даглас као Аби
- Челси Кларк као Нора

### Споредне
- Мејсон Темпл као Хантер Чен
- Џонатан Потс као господин Гитен
- Сабрина Грдевич као Синтија Фулер
- Алисен Даун као Бев
- Колтон Гобо као Џордан
- Конор Лејдман као Зак
- Девин Некода као Рајли
- Нејтан Мичел као Зајон Милер
  - Кајл Бари као млади Зајон Милер
- Ребека Аблак као Падма
- Тајсен Смит као Броди
- Данијел Бен као Ник
- Хамберли Гонзалез као Софи Санчез
- Алекс Малари Млађи као Габријел Кордова
- Дејмијан Ромео као Мет Прес
- Крис Кенопик као Клинт Бејкер
- Роми Шрајтер као Саманта
- Тамика Грифитс као Брејша
- Зарин Дарнел Мартин као др Лили
- Агапе Мнгомезулу као Бајрон Бенет
- Кејтлин Велс као Силвер
- Арон Ешмор као Гил Тиминс
- Винеса Антоан као Симон

## Епизоде
| Сезона | Сезона | Епизоде | Епизоде | Оригинална објава | Оригинална објава |
| ------ | ------ | ------- | ------- | ----------------- | ----------------- |
|        | 1.     | 10      | 10      | 24. фебруар 2021. | 24. фебруар 2021. |
|        | 2.     | 10      | 10      | 5. јануар 2023.   | 5. јануар 2023.   |
|        | 3.     | 10      | 10      | 5. јун 2025.      | 5. јун 2025.      |